# シン・ソンロク
シン・ソンロク（신성록、1982年11月23日 - ）は、韓国の俳優。ソウル特別市出身。HBエンターテインメント所属。身長189cm、体重78kg。血液型はA型。弟には元バスケットボール選手で現在料理研究家のシン・ジェロクがいる。

## 経歴
- 安養芸術高校（朝鮮語版） 文芸創作科卒業
- 水原大学校 演劇映画学科中退
- 2003年 SBSドラマ「星を射る」で俳優デビューを果たす

## 人物
大韓民国の俳優。
ミュージカルで多く活躍し、知名度を高めた後に、ドラマ・映画界へと進出し多くの人気を得る。ドラマや映画でデビューした直後は「優しく紳士的」な役が多く、出演した役のおかげか「堅実な男」がイメージであった。
2013年の8月に兵役を終える。演劇「クローザー」やミュージカル「カルメン」の出演を通じて幅広い分野で活躍し、演技力に磨きをかけたところでSBS「お隣さんは元ダンナ」以来約3年ぶりのドラマ復帰作「星から来たあなた」が大ヒット。インパクトの強い悪役「イ・ジェギョン」を見事に演じ切り、深い演技のできる俳優としてカリスマ性を見せつけることになる。以降「LIAR GAME」「王の顔」などのドラマや映画でも悪役を演じ、「シン・ソンロク＝悪役」と世間からのイメージが付くほどの名演技をみせつけている。
2018年に放送された「皇后の品格（原題）」では、魅力的なキャラクターとしてロマンチックな演技からコメディまで、今までにない魅力を見せつけ更に人気を得ることになる。

### 兵役
2011年8月4日に入隊し、2013年8月に除隊。

### 結婚
2016年6月に一般人女性と結婚し、ハワイで挙式を行った。その年の11月には長女が誕生。家族写真は度々ソンロク本人のインスタグラムで確認することが出来る。

### その他
韓国でお馴染みのカカオフレンズのキャラクターに「フロド」という目つきの鋭い犬がいるが、このキャラにソンロクが似ているということで話題となり、俳優業の他に人気を得るきっかけとなった。

## 出演作品

### ドラマ
- 星を射る《原題：별을 쏘다》（2002年、SBS）
- 彼女は最高（2003年-2004年、KBS） - ヘギョンの部下役
- マイ・スウィート・ファミリー～フンブの家運が開けたね～《原題：흥부네 박 터졌네》（2004年、SBS） - チョル役
- 恋するハイエナ《原題：하이에나》（2006年、tvN） - イ・ソクジン役
- ありがとうございます《原題：고맙습니다》（2007年、MBC） - チェ・ソクヒョン役
- 私にとって特別な恋人(意訳)《原題：드라마시티 - 내게 아주 특별한 연인》（2007年、KBS2）
- 誘惑の技術《原題：유혹의 기술》（2008年、OCN） - チョ・ヒョンス役
- パパ3人、ママ1人《原題：아빠 셋 엄마 하나》（2008年、KBS2） - ファン・ギョンテ役
- ラブリーファミリー黄金期《原題：내 인생의 황금기》（2008年-2009年、MBC） - コ・ギョンウ役
- お隣さんは元ダンナ《原題：이웃집 웬수》（2010年、SBS） - チャン・ゴニ役
- 星から来たあなた《原題：별에서 온 그대》（2013年、SBS） - イ・ジェギョン役
- トロットの恋人《原題：트로트의 연인》（2014年、KBS2） - チョ・グヌ役
- 王の顔《原題：왕의 얼굴》（2014年、tvN） - キム・ドチ役
- LIAR GAME《原題：라이어 게임》（2014年、tvN） - カン・ドヨン役
- 空港に行く道《原題：공항 가는 길》（2016年、KBS2） - パク・ジンソク役
- オー・マイ・ゴッド～私が突然ご令嬢！？～《原題：죽어야 사는 남자》（2017年、MBC） - カン・ホリム役
- リターン〜真相〜《原題：리턴》（2018年、SBS） - オ・テソク役
- 皇后の品格《原題：황후의 품격》（2018年、SBS） - イ・ヒョク役
- パフューム《原題：퍼퓸》（2019年、KBS2） - ソ・イド役
- バガボンド《原題：배가본드》（2019年、SBS）
- カイロス〜運命を変える1分〜《原題：카이로스》（2020年、MBC） - キム・ソジン役
- ドクター弁護士（2022年、MBC） - ジェイドン・リー役
- 悪魔なカノジョは裁判官（2024年、SBS） - バエル役

### テレビ出演
- 私たち結婚しました《原題：우리 결혼했어요》（2009年、MBC）
- ラジオスター《原題：황금어장 라디오 스타》（2015年、MBC）
- ランニングマン《原題：런닝맨》（2017年、SBS）
- ナイトライン《原題：나이트라인》（2018年、SBS）
- 執事部(意訳)《原題：집사부일체》（2019年、SBS）

### 映画
- わが生涯で最も美しい一週間《原題：내 생애 가장 아름다운 일주일》（2005年）
- 私の生涯で最悪の男《原題：내 생애 최악의 남자》（2007年）
- 6年目も恋愛中《原題：6년째 연애 중》（2008年）
- ラビット《原題：래빗》（2008年）
- 殺人の川《原題：살인의 강》（2010年）
- カッコイイ人生(意訳)《原題：멋진 인생》（2011年）
- 人生のストライク・ボール！《原題：투혼》（2011年）
- 密偵《原題：밀정》（2016年）
- 監獄の首領《原題：프리즌》（2017年）